# 青铜钱
青铜钱（学名：Parnassia tenella）为卫矛科梅花草属下的一个种。

## 扩展阅读
- 維基物種上的相關：青铜钱